# Китайский костяной шар

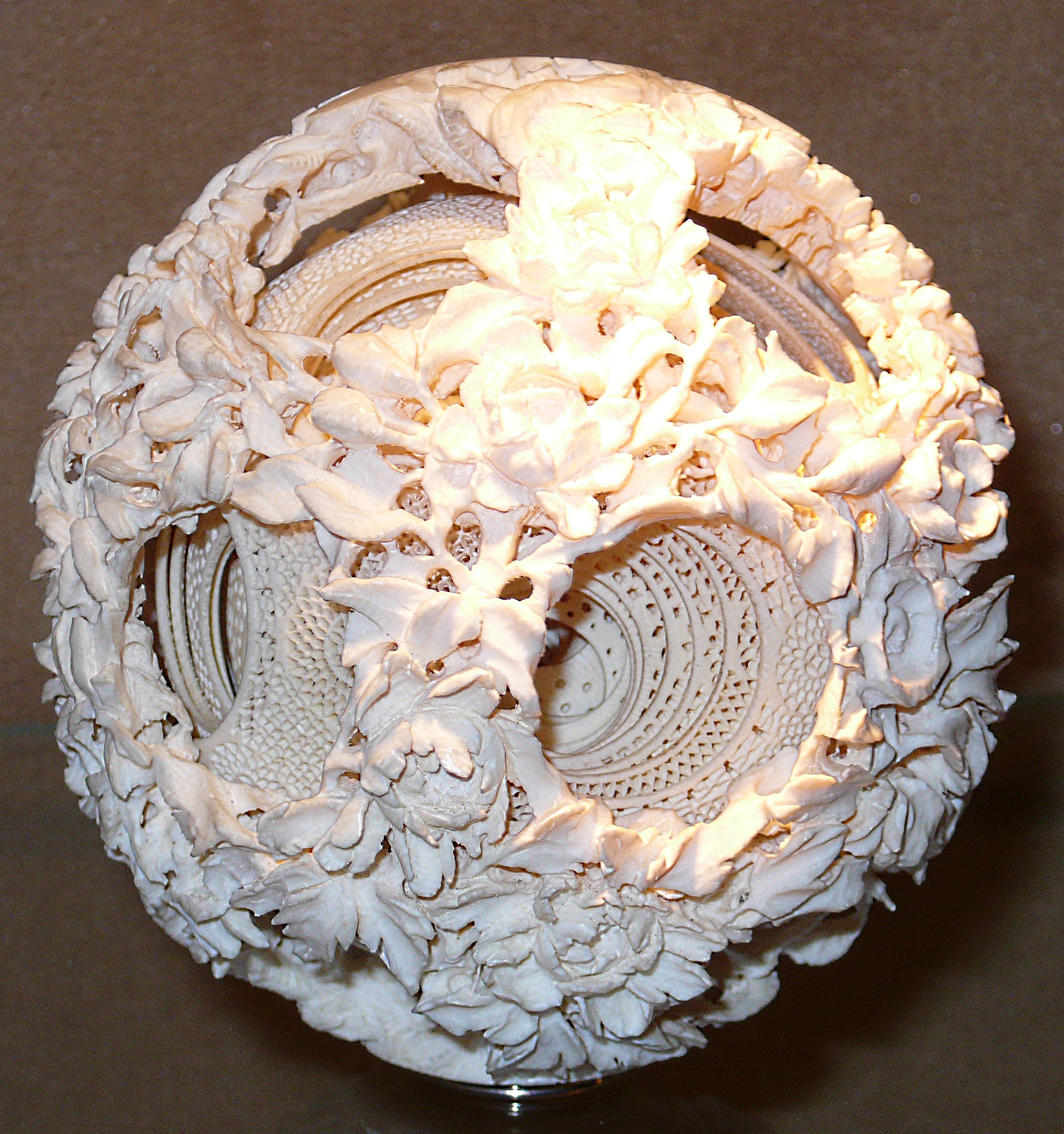
Шар-головоломка в музее горных пород в Бернштейне.

Китайский костяной шар (также: резной шар (кит. трад. 牙雕套球, упр. 同心球, пиньинь yádiāo tào qiú), кантонский шар (фр. Boule de Canton), шар-пазл (шар-головоломка; англ. Chinese puzzle ball), шар в шаре, китайский дьявольский шар) — тип традиционного изделия китайского ремесленного искусства резьбы по слоновой кости, состоящий из вложенных друг в друга концентрических полых сфер (кроме самой малой внутренней, которая может быть уже не полой), которые могут вращаться одна внутри другой. 20 мая 2006 г. он был включен в первую часть списка национального нематериального культурного наследия, утвержденного Госсоветом Китайской Народной Республики.

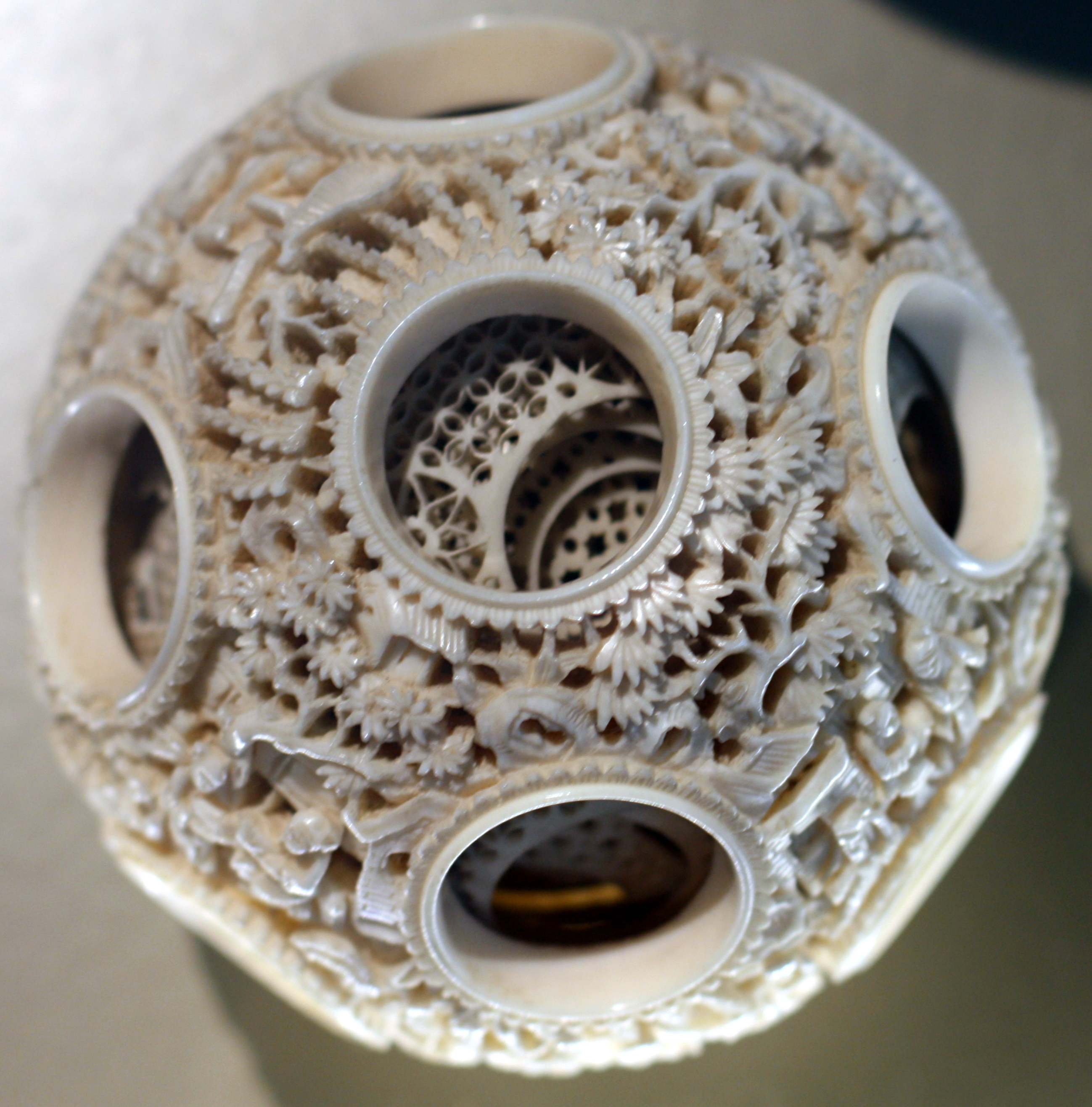
Резьба по слоновой кости на шаре из Заморского музея Бремена.

Вырезанный из цельного куска слоновой кости, не разборный, без использования клея, объект состоит из серии концентрических сфер, каждая из которых может свободно вращаться, тщательно обработана и имеет отверстия. Чтобы решить головоломку, все отверстия должны совпасть. Хотя шары-пазлы технически представляют собой головоломки, которые решаются путем совмещения отверстий (рекомендуется использовать зубочистки, с некоторыми из шаров в комплекте идёт специальный стержень из кости), они носили в основном декоративный характер из-за своей хрупкости.
Наиболее часто вырезались из слоновой кости, но также использовались и другие материалы, такие как нефрит, дерево или мыльный камень.

## Название
Устоявшегося единого названия у данного типа артефактов не сложилось. Китайские названия переводятся как «призрачный шар» (китайский традиционный) или «концентрический шар» (кит. упр), французское название (переводится как «Кантонский шар») указывает на одну из двух школ резьбы по кости в Китае, английское (переводится как «китайский пазл-шар») — на формальное предназначение предмета. В большинстве источников говорится, что «дьявольскими» такие шары стали называть европейцы, но также есть сведения, что этим эпитетом их наделяли и в самом Китае. Люди не могли поверить, что такие сложные вещи можно изготовить без помощи потусторонних сил.
Термин «сфера работы дьявола» использовал также знаток искусства Гао Лянь (高濂, 1573-1620) в своей книге «Восемь бесед об искусстве жизни» (Zunsheng bajian 遵生八箋, 1591): „Древние люди любили вырезать из этого типа камня [камень Цинтянь, разновидность пирофиллита] круглые сферы, похожие на «сферы работы дьявола». Я видел один с двенадцатью слоями, размер которых от самого внешнего слоя к самому внутреннему уменьшался, и каждый слой мог вращаться. Самая внутренняя сфера была крошечной, как зелёная фасоль. Как это было сделано я не знаю. Это была «настоящая работа дьявола»“. Можно только догадываться, как выглядели эти сферы, поскольку не существует сохранившихся артефактов, соответствующих описанию Гао.

## История
Есть источники, в которых указано, что такие шары-головоломки появились ещё при династии Сун около 1000 г. н. э. Однако наиболее старой из документально зафиксированных является 1388 год, когда учёный династии Мин Цао Чжао опубликовал «Gegu yaolun» («Основные критерии древностей»), инструментальное руководство по сбору и оценке китайского антиквариата. Среди его сочинений о изящных ремеслах, в том числе изделий из фарфора и бронзы, есть описание своеобразного предмета: guǐ gōng qiú (鬼工球), или «рабочего шара дьявола», под которым Цао имел в виду красивые, вырезанные вручную шары из слоновой кости, которые вложены друг в друга, так что внутренние из них свободно перемещаются, каждый слой имеет отверстия, равномерно распределенные по его тонкой поверхности, одновременно скрывая и обнажая художественное произведение, находящееся под ним, причём Цао Чжао говорит, что по его сведениям данные дьявольские шары были изготовлены специально для двора династии Сун, причём с использованием токарного станка. Однако, похоже, таких древних предметов не сохранилось.
Производство шаров-пазлов из слоновой кости стало более распространенным благодаря процветающей ремесленной экспортной промышленности, которая возникла в Кантоне после 1760 года, когда правительство ограничило въезд иностранных торговцев в этот регион. Начиная с 1730-х годов, ремесленники в Кантоне начали намеренно делать шары-головоломки в качестве дани императору. Чиновники Бюро дани отбирали шары-головоломки самого высокого качества для доставки императорскому двору.
Места изготовления определить удаётся не всегда, хотя достоверно известно, что почти все сохранившиеся артефакты изготовлены в семейных мастерских в Кантоне (современный Гуанчжоу), начиная как минимум с периода Цяньлуна (1736—1795 гг.) и до наших дней, где данное умение передавалось из поколения в поколение. Их производство достигло пика примерно в середине XVIII века.
В Европе аналогичные изделия известны как минимум с XVI века (в каталоге Сотбис говорится: «Самым ранним известным примером является сфера, выточенная Джованни Амброджо Маджоре из Милана в 1582 году, которая сейчас хранится в Музее дельи Ардженти во Флоренции»), однако не до конца понятно — был ли это ответ, желание повторить, имитировать, или европейские мастера независимо от китайских пришли к возможности создания таких предметов искусства. В ранних европейских работах некоторые европейские мастера, особенно немецкие, вырезали не только сферические формы, но и в виде различных платоновых многогранников, что объяснялось влиянием европейских представлений о Солнечной системе как вложенных платоновых телах («Кубок Кеплера»). Для китайских шаров основополагающим является эстетический вид и геометрия лишь необходима для их создания. Их поверхность полна украшений и символов, тогда как европейские шары зачастую имеют гладкую поверхность и форму многогранника. Как следствие, красота европейских произведений напрямую связана с их идеальной геометрией. Другой особенностью некоторых европейских шаров является наличие радиальных шипов, проходящих через отверстия, берущих начало от самого внутреннего ядра шара. Эти шипы отсутствуют у китайских шаров. Сегодня эти европейские изделия из слоновой кости чрезвычайно редки и выставлены в музеях и коллекциях.
При этом шары-пазлы были не просто «предметом удивления или эмблемой Китая для западного воображения», но объектами, которые необходимо рассматривать при «полноценном пересмотре отношений между Европой и цинским двором в целом». Вероятнее всего, что именно импорт из Европы «токарного станка с розеточным двигателем» стимулировал производство шаров-пазлов в Кантоне и, несомненно, повлиял на производство и других изделий. Хотя точная дата появления токарных станков в Китае неизвестна, несомненно, что к 1720 году европейский токарный станок был представлен в мастерских китайского императорского двора, хотя, возможно, использование этих станков не было постоянным и долгим. Гао Шици (高士奇, 1645-1704) упомянул девятислойную европейскую «сферу работы дьявола» из слоновой кости с «очень многими» отверстиями и кубом в центре, с которой он столкнулся при императорском дворе Цин: «[Я] вошел в императорский двор и увидел сферу из слоновой кости с сотней отверстий. Сфера была сделана из девяти слоёв, а другие — из семи или пяти слоев. Осторожно двигая [слои] золотой заколкой, они плавно вращаются, и каждый слой одинаков». То, что описал Гао Шици, похоже, соответствует внешнему виду европейских изделий из точеной слоновой кости в императорской коллекции Цин. Это самое раннее упоминание о европейских шарах-головоломках из слоновой кости при императорском дворе Китая. Термин «сто отверстий», описанный Гао, может быть риторическим и относиться к «многим». Это свидетельство взаимного влияния искусств Европы и Китая, обогатившее обе культуры.
Данное мастерство не утеряно, и в XX веке создавались сложнейшие произведения данного искусства. В 1915 году один китайский резчик поразил посетителей Панамской Международной ярмарки вырезанным шаром, содержащим внутри целых 25 ажурных шаров. В 1977 году уже его сын, Вэн Жунбяо (Weng Rongbiao), побил этот рекорд, изготовив чудо-шар, внутри которого свободно вращались 45 узорчатых шаров (в других статьях часто фигурирует число слоёв, равное 42), каждый из которых находился в подвижном состоянии внутри другого и был украшен гравированными пейзажами с павильонами и башнями, облаками и горами. Диаметр его шара составлял 15 сантиметров, толщина же самого маленького внутреннего шара не превышала толщину бумажного листа.

## Описание
Шары-пазлы считаются символами удачи и украшены различными элементами фэншуй. Внешний слой обычно имеет черты феникса и дракона, которые являются символами инь и ян. «Феникс олицетворяет жену, а дракон — мужа и императора, и считается, что шары, украшенные этими символами, приносят удачу и счастье в брак». Во всех китайских традициях дракон ассоциировался с властью и удачей, поскольку он был синонимом одежды, дворцов и предметов, принадлежавших императорам, принцам и другим высокопоставленным чиновникам. Дракон оставался символом, представляющим культурные аспекты традиционных китайских образов, который в конечном итоге был направлен на западных путешественников. Некоторые шары даже имеют разные символы на разных слоях, хотя наиболее распространённым является очень декоративный внешний шар и «решётчатые» шары внутри (с геометрическим орнаментом из отверстий).
В первых работах количество вложений достигало трёх, потом мастера смогли вырезать до семи сфер, в дальнейшем множество шаров-пазлов имеют примерно двадцать слоёв; несколько предметов из коллекции Геттисбергского колледжа имеют до тридцати слоёв. Слои становятся более упрощёнными по мере погружения в глубину шара. В большинстве случаев в каждом слое проделаны четырнадцать конических «глазков», через которые можно увидеть внутреннюю структуру, хотя число отверстий могло быть и совершенно другим, доходя до пятидесяти. Часто один или несколько «глазков» на самом внешнем слое закрываются декорированным «колпачком».

### Изучение исторических артефактов
Исследователи из Государственного музея в Амстердаме и голландского института компьютерных наук Centrum Wiskunde & Informatica с помощью компьютерной томографии совместно отсканировали и сделали 3D-изображение двух музейных шаров-головоломок начала XVIII века — одного из девяти вложенных сфер, а другого из двенадцати. Из исследования следует, что шар с девятью сферами был изготовлен с помощью инструментов худшего качества, с большими допусками, погрешностями и отклонениями и, скорее всего, исключительно ручными инструментами. Однако и у второго шара обнаружены заметные отклонения при изготовлении, хотя степень точности является очень высокой (приблизительно 0,1 мм). В обоих шарах имеются дефекты в узорах, ошибки при изготовлении, очень заметные следы от инструментов.

## Изготовление
Процесс изготовления китайских шариков-головоломок из слоновой кости был описан в различных путевых заметках XIX века.
В связи со сложностью работы и невозможностью что-то исправить для изготовления выбирались самые лучшие образцы слоновой кости. Долгий и кропотливый процесс изготовления этих шаров завершали только самые высококвалифицированные мастера.
На первом этапе работы выбранный фрагмент бивня слона обтачивается до формы идеального шара, затем в нём прорезаются несколько конусообразных отверстий, вершины которых сходились бы в центре сферы. Самые старые шары вырезались полностью вручную, в более поздние времена для придания формы шарам использовался токарный станок.
В каждом отверстии наносятся метки, таким образом определяя, сколько шаров будет находиться внутри самого большого шара. Затем мастер с помощью заострённых инструментов, в основном Г-образной формы, вырезал и освобождал сферы одну за другой, начиная с самой маленькой в центре. Для каждого слоя будут использоваться соответствующие инструменты разной высоты, чтобы художник мог легко добраться до определённого слоя. Затем резчик помещал изделие на деревянный брусок, чтобы гарантировать, что оно не будет двигаться и он сможет создать точный кружевной дизайн на поверхности. Как только работа была завершена, два внешних слоя шара могли быть сплавлены вместе, чтобы создать более толстый слой, предотвращающий разрушение шара.
Помимо своих игровых и символических функций (количество сфер выбиралось в соответствии с китайской космогонией), предмет был прежде всего демонстрацией ловкости мастера.

### Ремесло изготовления
Традиции изготовления шаров часто передаётся из поколения в поколение. Даже в современном Китае известны мастера как минимум в пятом поколении, а в Средние века преемственность ремёсел была естественной нормой.
Запрет на торговлю изделий из слоновой кости поставил мастеров по резьбе в тяжёлое положение, часть из них пробуют переключиться на резьбу по другим материалам, например растительного происхождения (грецкий орех, оливковые и персиковые косточки), по камню или мамонтовым бивням. Запрет стал победой защитников окружающей среды, но также вызвал опасения по поводу утраты традиционного ремесла, ведь при замене слоновой кости на другие материалы они обрабатываются иначе, что затрудняет обучение ремеслу.
Сегодня многие мастера, владеющие ремеслом изготовления шаров, пожилые люди. Кроме того, длительная работа по вырезанию мелких деталей в течение многих лет, иногда приводит к ухудшению зрения мастеров, а в конце жизни даже к слепоте. Однако, в рамках инициатив по сохранению культуры были предприняты попытки создать виртуальное моделирование процесса вырезания шариков-головоломок и других артефактов из слоновой кости, а в Университете Гуанчжоу предлагается программа для обучения вырезанию шариков-головоломок в цифровом виде. Это позволяет учащимся обучаться на видео мастеров и практиковать навык в повседневной жизни, а также сохраняет технику изготовления на постоянной основе до тех пор, пока не будут найдены новые подходящие материалы для изготовления китайских шариков-головоломок.

## Современность
Производство и торговля китайскими шарами-головоломками в настоящее время затруднены запретом на обработку и продажу слоновой кости, введённым в конце 2017 года Национальным управлением лесного хозяйства Китая. Это последовало за почти полным запретом на импорт и экспорт слоновой кости, введённый в действие данной организацией в 2015 году. Как и запреты других стран на продажу слоновой кости, основной причиной этого запрета является текущая угроза африканскому лесному слону и слонам Юго-Восточной Азии, вызванная браконьерством. Запрет Китая на обработку и торговлю слоновой костью привёл к закрытию более 150 фабрик по резьбе по слоновой кости и торговых точек по всей стране.

## Влияние на архитектуру
Дизайн китайских дьявольских шаров вдохновил британскую фирму «Steven Chilton Architects» на создание театра в стиле шаров-головоломок в Гуанчжоу. Здание представляет собой купол из перекрывающихся оболочек, каждая из которых украшена геометрическими узорами.

## Галерея

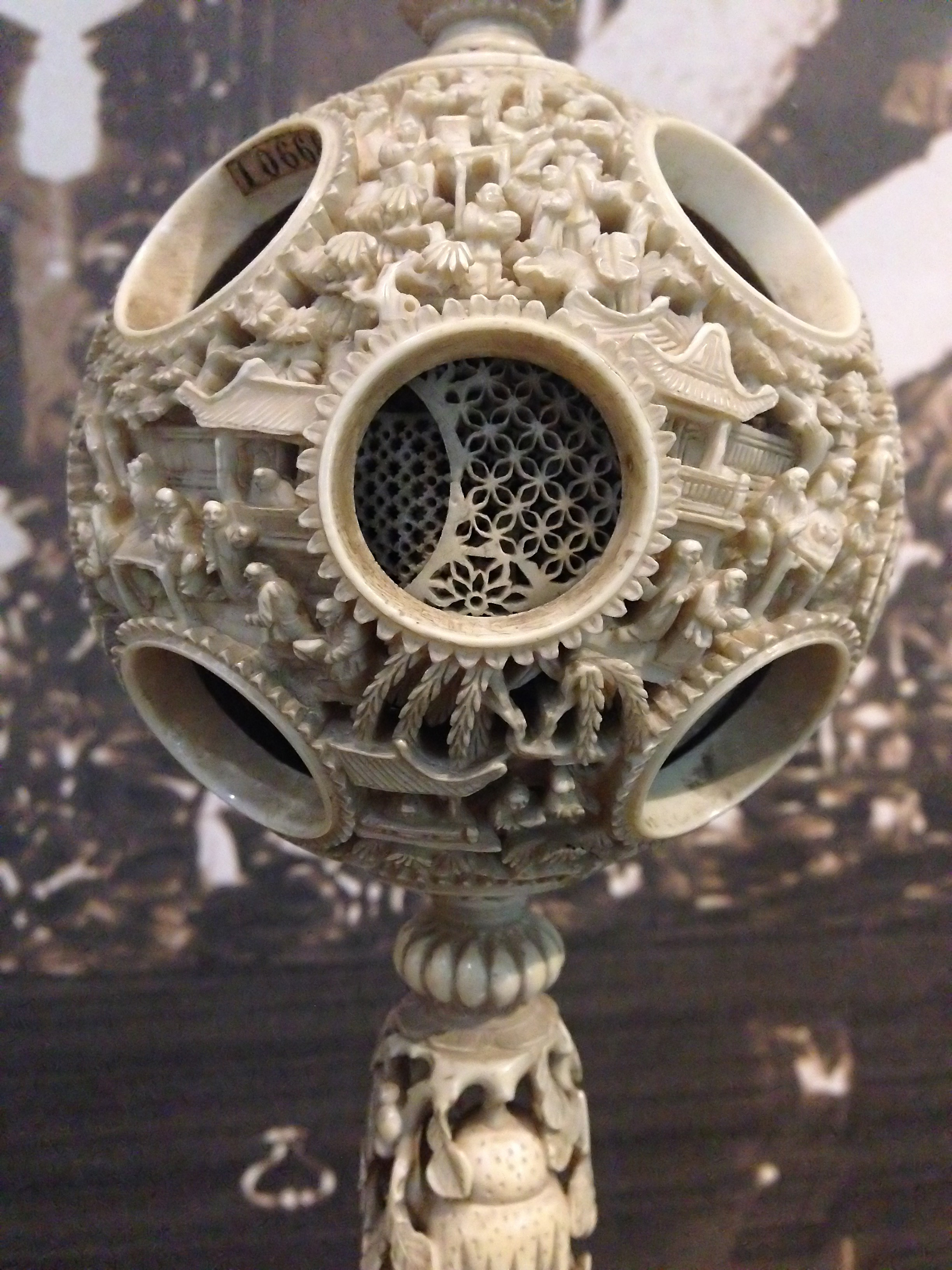
Шар с 16 вложенными шарами, сделанными из цельного куска слоновой кости. Музей Раутенштраух-Йост, Кёльн
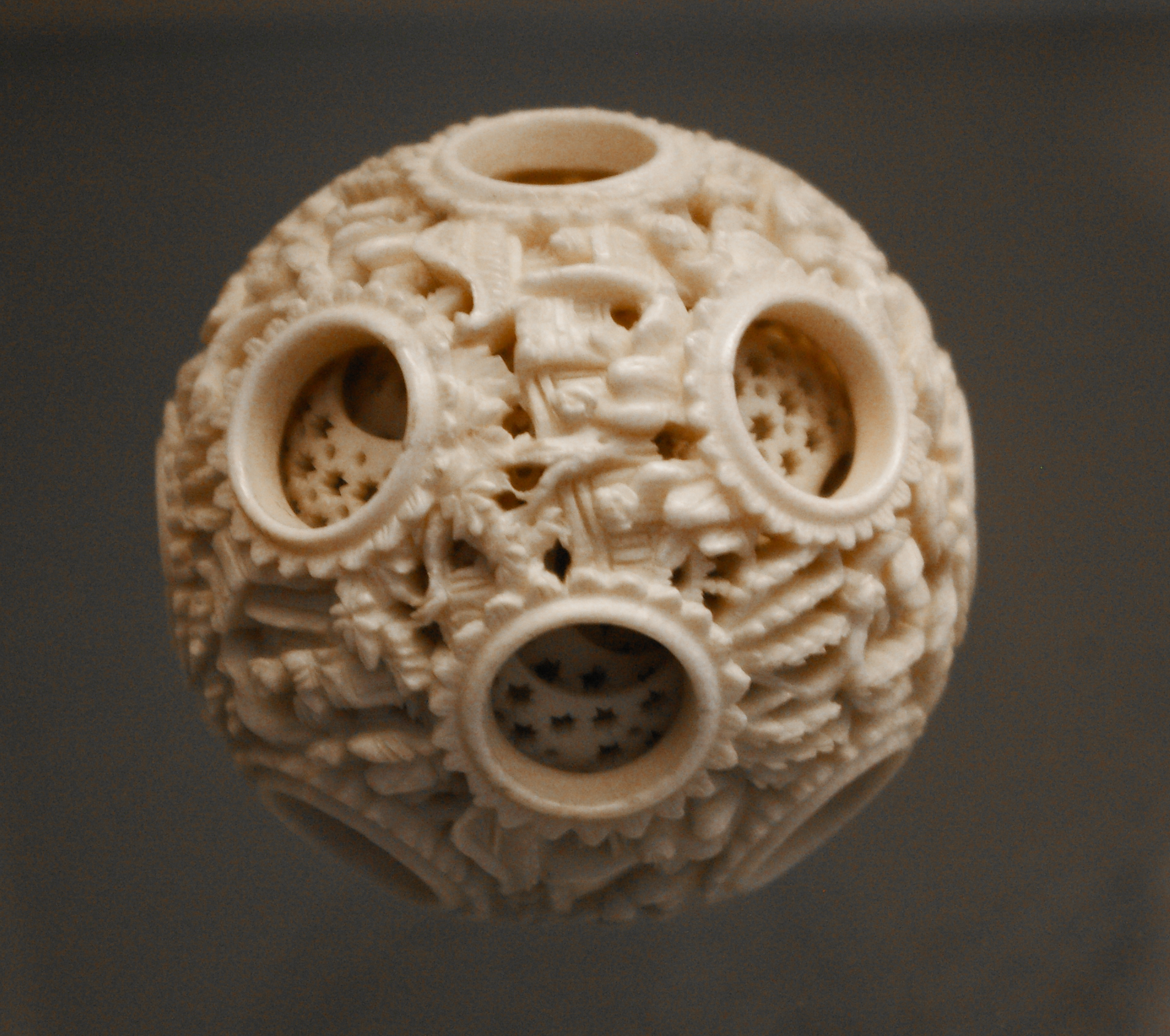
Шар из двенадцати вложенных друг в друга шаров
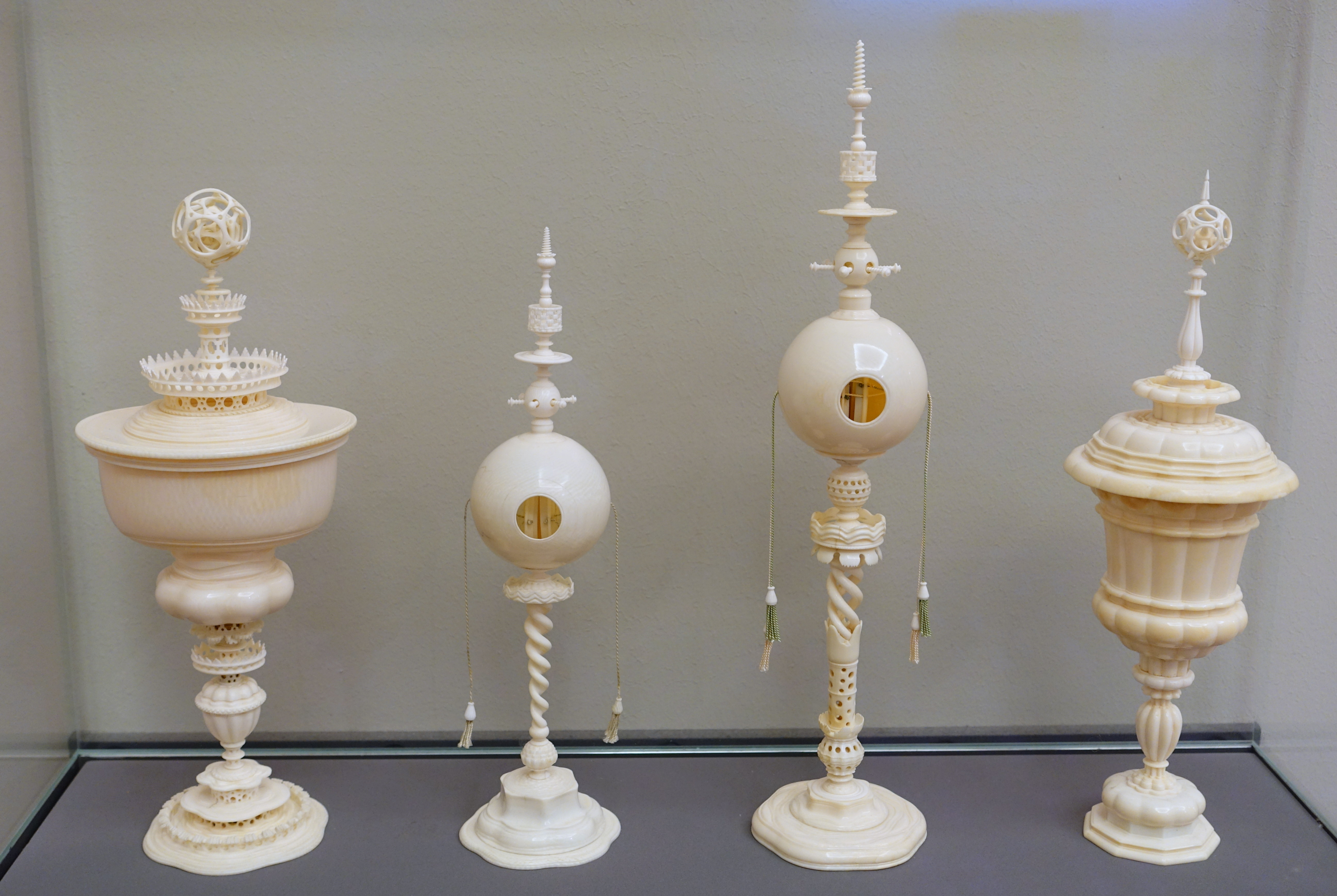
Другие предметы искусства, созданные с использованием этого же приёма